# Torey Thomas
Torey Thomas (26 februari 1985) is een Amerikaans basketballer. Thomas speelde twee seizoenen in de FEB Eredivisie in Nederland, bij Hanzevast Capitals uit Groningen (2008-2009) en de Matrixx Magixx uit Nijmegen (2009-2010).
Thomas speelde van 2003 tot 2007 voor Holy Cross. In 2007 tekende Thomas bij Kepez Bld Antalya in Turkije. Het jaar daarna kwam Thomas naar de Hanzevast Capitals in Groningen. Aan het eind van het seizoen werd bekend dat Thomas zou vertrekken, waarop hij vertrok naar de Matrixx Magixx uit Nijmegen. Maar ook bleef hij niet lang in Nijmegen, na het seizoen werd duidelijk dat hij in het seizoen 2010-2011 zou uitkomen voor het Poolse Turow. Hierna vervolgde hij zijn carrière bij het Russische Spartak Primorie waar hij één seizoen speelde. In 2012-2013 speelde Torey in Servië bij KK Partizan en het Italiaanse Victoria Libertas Pesaro. Het gehele seizoen 2013-2014 bracht Torey door bij het Franse Le Mans Sarthe Basket.  